# LaMonte Ulmer
LaMonte Ulmer (New Haven (Connecticut), 17 de septiembre de 1986) es un jugador de baloncesto estadounidense cuyo último equipo fue el Orléans Loiret Basket de la Pro A, la primera categoría del baloncesto francés. Con 1,98 metros de estatura, juega en la posición de alero.

## Trayectoria deportiva
Es un jugador que puede jugar de 2 y 3, formado en Rhode Island Rams que tras no ser elegido en el Draft de la NBA de 2010, comenzaría su trayectoria profesional en las filas de los Maine Red Claws en la liga de desarrollo de la NBA.
En 2011, daría el salto a Europa para jugar en ligas menores como Luxemburgo, Finlandia y Rumanía, antes de llegar a Alemania en 2015 para jugar en las filas del s.Oliver Baskets.
En julio de 2017, llega a Francia para jugar en las filas del Champagne Châlons Reims Basket de la Pro A francesa.